# Bill Haley
Pour les articles homonymes, voir Haley.
William John Clifton Haley, dit Bill Haley, né le 6 juillet 1925 à Highland Park (Michigan) et mort le 9 février 1981 à Harlingen (Texas), est un auteur-compositeur-interprète et musicien américain de rock 'n' roll.
Il est vu par beaucoup comme étant le premier à populariser le genre musical du rock 'n' roll, s'inspirant à la fois de la musique noire (rhythm and blues) et de la musique blanche (country) du début des années 1950, avec son groupe Bill Haley & His Comets.
Certains de ses singles se sont vendus à plusieurs millions d'exemplaires, comme Rock Around the Clock, See You Later, Alligator, Shake, Rattle and Roll, Rocket 88, Skinny Minnie et Razzle Dazzle. Il a vendu plus de 25 millions de disques dans le monde.
Il participe en 1954 à la musique du film Graine de violence, avec le titre Rock Around the Clock. Pour Raymond Défossé, « l'événement historique du film, c'est la musique du générique, le fameux Rock Around the Clock. Le point de départ, l'année zéro de l'histoire du rock en deux minutes et huit secondes. La rupture (épistémologique, diraient certains) est là ».

## Biographie

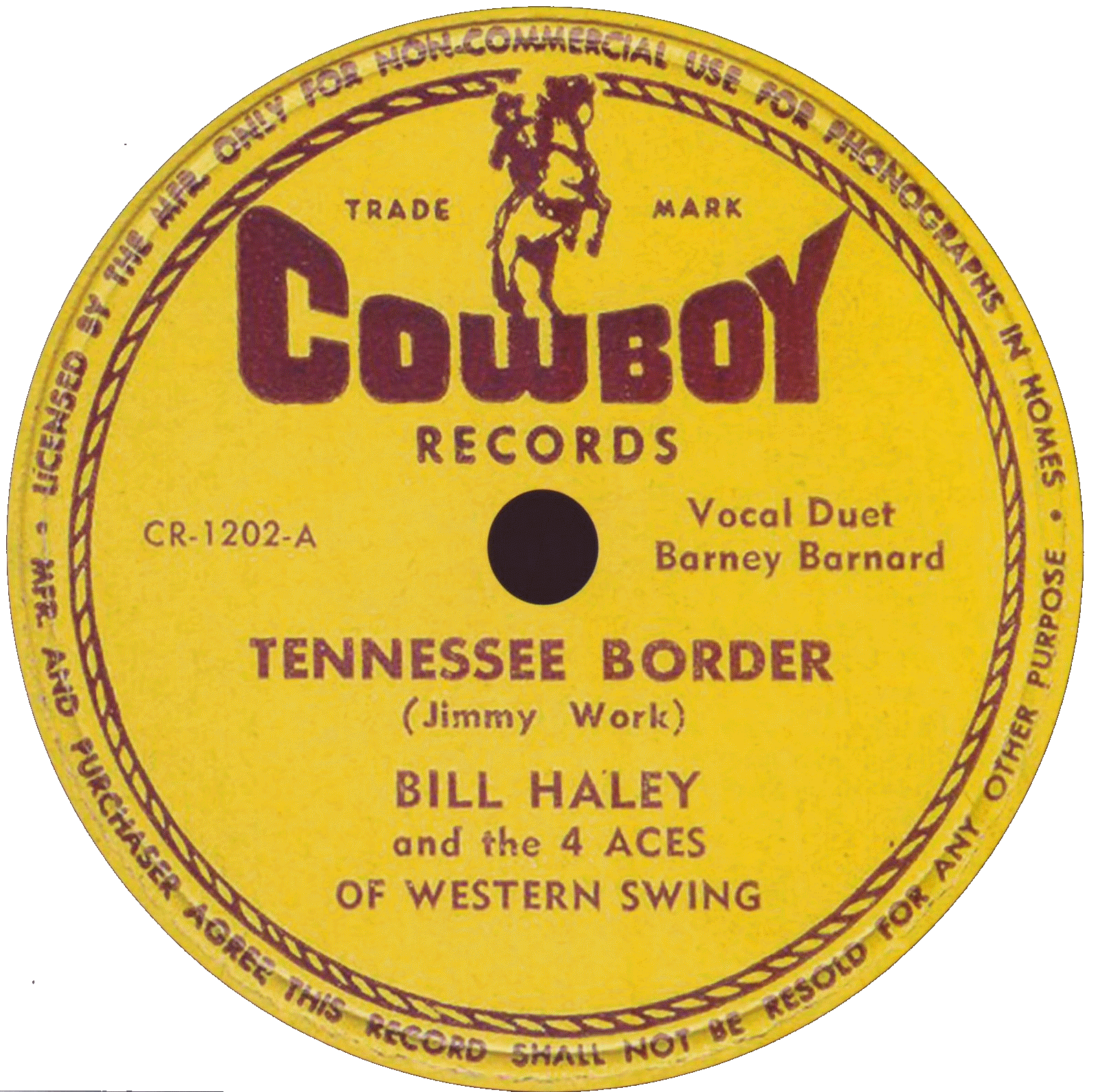
Tennessee Border (1949).

### Les débuts
Né sous le nom de William John Clifton Haley dans la banlieue de Détroit (Michigan), il grandit à Wilmington dans le Delaware, puis en Pennsylvanie, où il commence à chanter dans divers groupes hillbilly.
En 1946, Haley rejoint son premier groupe professionnel, les Down Homers. En 1948-1949 il travaille aussi comme musicien itinérant et comme DJ pour une station de radio du New Jersey, où il se fait connaître sous le nom de « Yodeling Bill Haley ». Il forme son premier groupe, The Four Aces of Western Swing, avec qui il enregistre deux singles pour Cowboy Records. Ce sont essentiellement des reprises de tubes country. En 1951, avec son groupe rebaptisé The Saddlemen, il change de style et enregistre des reprises remarquées de rock afro-américain comme Rocket 88 (Jackie Brenston & His Delta Cats) et Rock the Joint (Jimmy Preston), qui lui donnent la clé du succès. Les membres du groupe convainquent Haley qu'il pourrait peut-être avoir d'autres succès dans le rock 'n' roll. En 1952, The Saddlemen deviennent Bill Haley and His Comets (ou parfois Bill Haley with Haley's Comets). En 1953, l'enregistrement de sa chanson Crazy Man, Crazy devient le premier titre de rock 'n' roll blanc à atteindre les « charts » américains : il culmine en 15e position du classement pop du magazine Billboard. Le fait qu'il soit originaire de Pennsylvanie, un État du Nord, contribue à ce qu'il enregistre des compositions d'artistes noirs. Un artiste du Sud les dédaignerait plutôt, ou craindrait le qu'en-dira-t-on. Il faudra attendre 1954 pour que dans le Tennessee (État du Sud), Elvis Presley reprenne ce principe dont Haley fut un pionnier, et fasse logiquement scandale en reprenant le répertoire et les attitudes suggestives des Afro-Américains — avec le succès que l'on sait. La popularité de Crazy Man, Crazy permet à Bill Haley d'être engagé chez Decca.

### Le succès
En novembre 1952, une chanson intitulée Rock Around the Clock a été écrite pour Bill Haley mais il ne lui est pas possible de l'enregistrer avant le 12 avril 1954 parce que Jimmy DeKnight, l'un des auteurs du titre, ne voulait pas de lui. Le morceau est d'abord enregistré par Sonny Dae & the Knights.
Dans un premier temps, la version de Bill, parue en mai en face B de Thirteen Women, entre dans le Top 40 et atteint la 23e place. Il accède à la 17e place au Royaume-Uni en décembre. Haley obtient par ailleurs un succès international avec sa reprise de Shake, Rattle and Roll de Big Joe Turner, qui s'écoule à 1 million d'exemplaires.

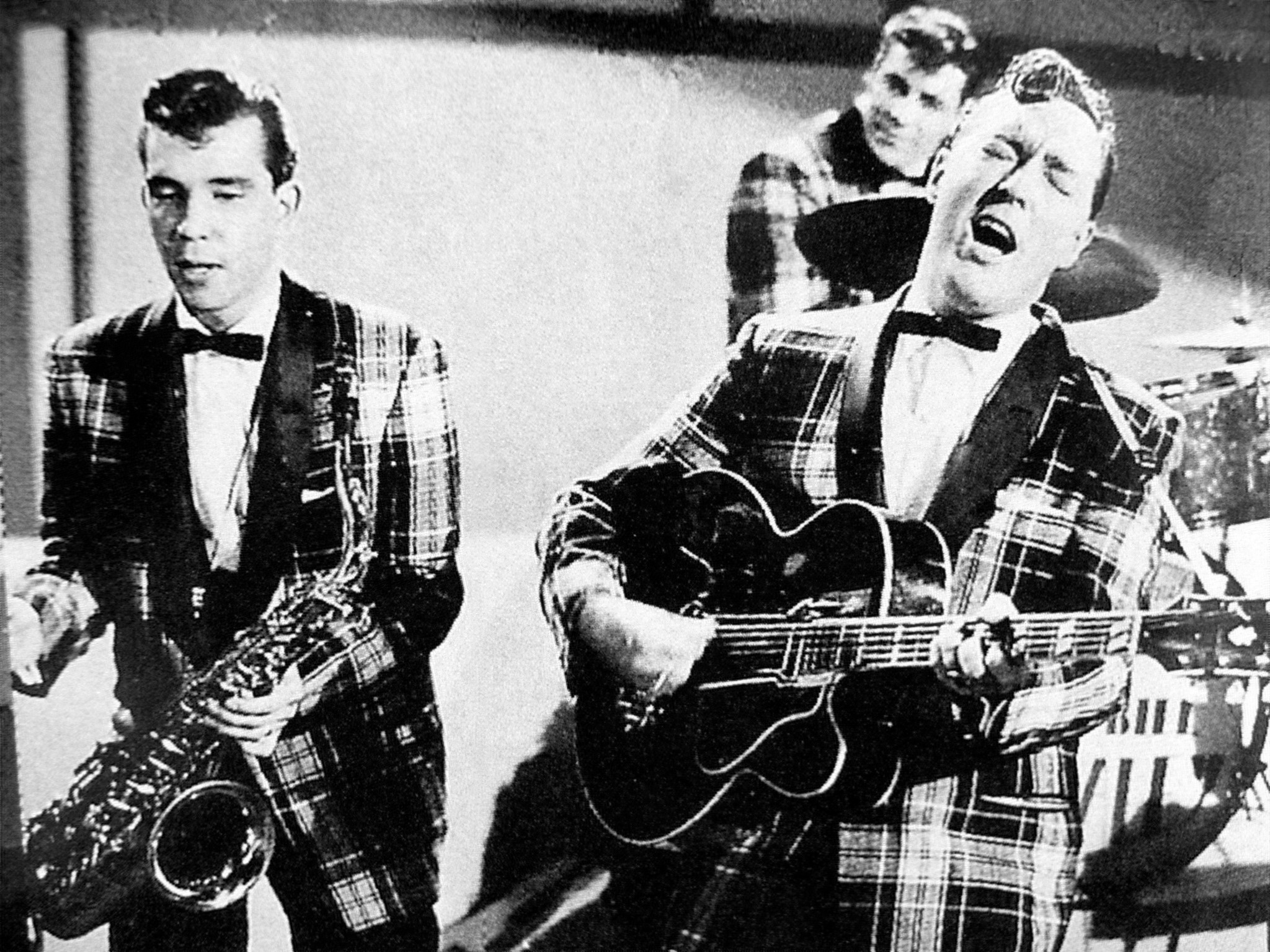
Bill Haley et les Comets durant un show TV en 1955.

Quand Rock Around the Clock apparaît en 1955 sur la bande originale du film Graine de violence ((The) Blackboard Jungle), c'est une véritable révolution musicale qui ouvre la porte à Elvis Presley et bien d'autres. Cette fois-ci, la chanson se classe en tête des charts. Pendant les années 1950, Haley est une star mondiale du rock 'n' roll. Il continue à produire de grands succès comme See You Later, Alligator, Saints Rock'n'Roll, Rockin' Thru The Rye, Rip It Up, ou Skinny Minnie. Il apparaît également dans les premières comédies musicales rock comme Rock Around the Clock et Don't Knock the Rock. De plus, il est l'un des premiers rockeurs à se produire en France sur la scène de l'Olympia en octobre 1958. Sa notoriété est cependant vite dépassée par le séduisant Elvis Presley, mais Haley reste une star incontestée en Amérique latine : en 1961-1966, les Mexicains le surnomment le « roi du twist » (Florida Twist est n° 1 au Mexique ainsi que le LP Twist). En Europe, et plus particulièrement en Angleterre, en France, en Belgique et aux Pays-Bas, il est considéré comme l'indiscutable roi du rock 'n' roll.

### Vie privée
Bill Haley a eu dix enfants de trois épouses. En premières noces, il épouse Dorothy Crowe le 11 décembre 1946. Le couple a deux enfants : Sharyn Anne (née en juin 1947) et John W. Haley qui a écrit Sound and Glory, une biographie de Haley. Le couple divorce le 14 novembre 1952 et, le 18 novembre 1952, Bill épouse « Cuppy » Barbara Joan Cupchak avec qui il aura cinq enfants dont Joanie Haley née le 15 mars 1953, Doreen Haley née 21 juillet 1954, morte de la mort subite du nourrisson, Bill Haley Jr. né en juillet 1955, et Scott, né le 26 janvier 1960, qui fera carrière dans l’athlétisme. Le couple divorce en 1960. En 1962, Bill épouse Martha Velasco. Ils ont trois enfants : Martha Maria (1963), Pedro Antonio (1971) qui est musicien, et Linda Georgina (Gina) Haley (23 avril 1975), qui est musicienne professionnelle au Texas,,.

### Le déclin
En 1960, Bill Haley quitte Decca pour Warner Bros., mais ses disques ne se vendent plus aussi bien. Devenu par la suite alcoolique, il mène une bataille contre cette addiction dans les années 1970. Après avoir joué devant la reine Élisabeth II lors d'un concert en 1979, Haley fait ses dernières représentations en Afrique du Sud en mai et juin 1980. Avant cette tournée sud-africaine, les médecins lui auraient diagnostiqué une tumeur du cerveau, ce que réfuteront sa femme et l'un de ses meilleurs amis, Hugh McCallum. Les concerts prévus en France à l'automne 1979 et en France et en Allemagne à l'automne 1980 sont annulés.
Bill Haley meurt le 9 février 1981 à Harlingen à l'âge de 55 ans, des suites d'une crise cardiaque. Incinéré, ses cendres sont remises à sa famille.

## Hommages et postérité
Bill Haley et son groupe ont joué un rôle majeur dans le lancement du rock 'n' roll auprès d'un plus large auditoire, notamment les blancs, après des années pendant lesquelles ce style était encore marginal.
Haley est intronisé à titre posthume au Rock and Roll Hall of Fame en 1987. Son fils Pedro le représente à la cérémonie. Il a une étoile sur le Hollywood Walk of Fame,.
En février 2006, l'Union astronomique internationale annonce la nomination de l'astéroïde (79896) Billhaley pour marquer le 25e anniversaire de la mort de Bill Haley.
En mars 2007, les Comets originaux ouvrent un Musée Bill Haley à Munich, en Allemagne.
Rock Around the Clock est un des cinq singles les plus vendus dans le monde. Ce titre est 158e dans le classement des 500 plus grandes chansons de tous les temps du magazine Rolling Stone.
Les chansons de Bill Haley sont utilisées dans de nombreux films de cinéma et de télévision. Rock Around the Clock figure notamment dans American Graffiti de George Lucas. C'est le thème principal de la série Happy Days pour les saisons 1 et 2. On peut l'entendre dans l'épisode Lisa s'en va-t-en guerre des Simpson et à la fin du Simpson Horror Show XV. Rock the Joint est utilisée dans un épisode de la série Cold Case : Affaires classées (S4E6).

## Discographie
Discographie du groupe de Bill Haley sous ses différents noms.

### Singles

#### Bill Haley & the Four Aces of Western Swing
1948
- Too Many Parties and Too Many Pals / Four Leaf Clover Blues (Cowboy CR1201)

1949
- Tennessee Border / Candy Kisses (Cowboy CR1202)

#### Bill Haley & the Saddlemen
1950
- Deal Me a Hand / Ten Gallon Stetson (Keystone 5101)
- Susan Van Dusan / I'm Not to Blame (Keystone 5102)
- Why Do I Cry Over You? / I'm Gonna Dry Ev'ry Tear With a Kiss (Atlantic 727)
- My Sweet Little Girl from Nevada / My Palomino and I (Cowboy 1701) - publié comme Reno Browne and Her Buckaroos

1951
- Rocket 88 / Tearstains on My Heart (Holiday 105)
- Green Tree Boogie / Down Deep in My Heart (Holiday 108)
- I'm Crying / Pretty Baby (Holiday 110) - avec la chanteuse Loretta Glendenning
- A Year Ago This Christmas / I Don't Want to Be Alone for Christmas (Holiday 111)

1952
- Jukebox Cannonball / Sundown Boogie (Holiday 113)
- Rock the Joint / Icy Heart (Essex 303)
- Dance with a Dolly (With a Hole in Her Stockin') / Rocking Chair on the Moon (Essex 305)

#### Bill Haley & His Comets
1953

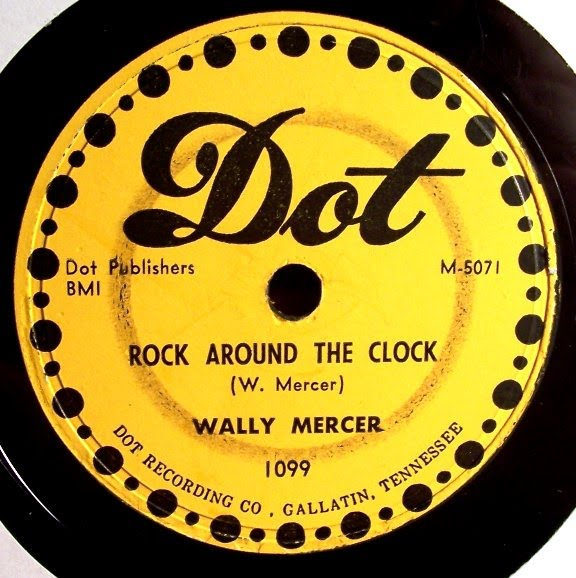
Rock Around the Clock sorti en 1954, et considéré comme le premier tube de rock.

- Stop Beatin' round the Mulberry Bush / Real Rock Drive (Essex 310)
- Crazy Man, Crazy / Whatcha Gonna Do? (Essex 321)
- Pat-a-Cake / Fractured (Essex 327)
- Live it Up / Farewell-So Long-Goodbye (Essex 332)

1954
- I'll Be True / Ten Little Indians (Essex 340)
- Chattanooga Choo Choo / Straight Jacket (Essex 348)
- Thirteen Women (And Only One Man in Town) / (We're Gonna) Rock Around the Clock (Decca 29124) - Rock Around the Clock est publié initialement en face B
- Shake, Rattle and Roll / ABC Boogie (Decca 29204)
- Dim, Dim the Lights (I Want Some Atmosphere) / Happy Baby (Decca 29317)
- Yes Indeed! / Real Rock Drive (Transworld 718)

1955
- Mambo Rock / Birth Of The Boogie (Decca 29418)
- Razzle-Dazzle / Two Hound Dogs (Decca 29552)
- Burn That Candle / Rock-A-Beatin' Boogie (Decca 29713)

1956
- See You Later, Alligator / The Paper Boy (On Main Street U.S.A.) (Decca 29791)
- The Saint's Rock 'n' Roll / R-O-C-K (Decca 29870)
- Hot Dog Buddy Buddy / Rockin' Through the Rye (Decca 29948)
- Rip it Up / Teenager's Mother (Are You Right?) (Decca 30028)
- Rudy's Rock / Blue Comet Blues (Decca 30085)
- Don't Knock the Rock / Choo Choo Ch'Boogie (Decca 30148)

1957
- Forty Cups of Coffee / Hook, Line and Sinker (Decca 30214)
- (You Hit the Wrong Note) Billy Goat / Rockin' Rollin' Rover (Decca 30314)
- The Dipsy Doodle / Miss You (Decca 30394)
- Rock the Joint (a.k.a. New Rock the Joint [stereo]) / How Many? (Decca 30461)
- Mary, Mary Lou / It's a Sin (Decca 30530)

1958
- Skinny Minnie / Sway with Me (Decca 30592)
- Lean Jean / Don't Nobody Move (Decca 30681)
- Chiquita Linda (Un Poquito de tu Amor) / Whoa Mabel! (Decca 30741)
- Corrine, Corrina / B.B. Betty (Decca 30781)

1959
- I Got a Woman / Charmaine (Decca 30844)
- (Now and Then There's) A Fool Such as I / Where'd You Go Last Night (Decca 30873)
- Shaky / Caldonia (Decca 30926)
- Joey's Song / Ooh! Look-a-There, Ain't She Pretty? (Decca 30956)

1960
- Skokiaan (South African Song) / Puerto Rican Peddler (Decca 31030)
- Music! Music! Music! / Strictly Instrumental (Decca 31080)
- Candy Kisses / Tamiami (Warner Bros. Records 5145)
- Hawk / Chick Safari (Warner Bros. 5154)
- So Right Tonight / Let the Good Times Roll, Creole (Warner Bros. 5171)
- Rock Around the Clock / Shake Rattle and Roll (new versions) (Warner Bros. no. 7124)(Back to Back Hits)

1961
- Honky Tonk / Flip, Flop and Fly (Warner Bros. 5228)
- Riviera / War Paint (Gone 5116)
- Twist Español / My Kind of Woman (Spanish version) (Orfeon 1010) [May 1961]
- Cerca del Mar / Tren Nocturno (Orfeon 1036)
- Florida Twist / Negra Consentida (Orfeon 1047)
- Spanish Twist (English version) / My Kind of Woman (Gone 5111) [September 1961]

1962
- Caravan Twist / Actopan Twist (Orfeon 1052)
- La Paloma / Silbando Y Caminando (Orfeon 1062)
- Bikini Twist / Rudy's (Orfeon 1067)
- Mas Twist / Tampico Twist (Orfeon 1082)
- Twist Lento / Sonora Twist (Orfeon 1100)
- Martha / Tacos de Twist (Orfeon 1132)
- Jalisco Twist / Pueblo del Twist (Orfeon 1169)

1963
- Tenor Man / Up Goes My Love (Newtown 5013)
- White Parakeet / Midnight in Washington (Newhits 5014)
- Dance Around the Clock / What Can I Say (Newtown 5024)
- Tandy / You Call Everybody Darling (Newtown 5025)
- Yakety Sax (par Bill Haley & His Comets) / Boot's Blues (par Boots Randolph (Logo 7005)
- ABC Boogie (nouvelle version) (par Haley) / Rock Around the Clock (par Phil Flowers (Kasey 7006)
- Pure de Papas / Anoche (Orfeon 1195)
- El Madison de la Estrella / Viajando Con el Madison (Orfeon 1229)
- Avenida Madison / Reunion de Etiqueta (Orfeon 1243)
- Limbo Rock / Ana Maria (Orfeon 1269)

1964
- Green Door / Yeah, She's Evil! (Decca 31650)
- Adios Mariquita Linda / El Quelite (Orfeon 1324)
- Mish Mash / Madero y Gante (Orfeon 1333)
- Jimmy Martinez / Al Compás del Reloj (Orfeon 1429)

1965
- Burn That Candle (new version) / Stop, Look and Listen (APT 25081)
- Tongue-Tied Tony / Haley-a-Go-Go (APT 25087)
- A Gusto Contigo / Mish Mash (Orfeon 1570)

1966
- Land of a Thousand Dances / Estomago Caliente (Orfeon 1825)
- Rock Around the Clock / Rip it Up (nouvelles versions) (Orfeon 1894)

1968
- That's How I Got to Memphis / Ain't Love Funny, Ha Ha Ha (United Artists 50483)

1970
- Rock Around the Clock / Framed (versions live) (Kama Sutra 508)

1971
- Travelin' Band / A Little Piece at a Time (Janus J-162)
- Me and Bobby McGee / I Wouldn't Have Missed it for the World (Sonet 2016)

1978
- Yodel Your Blues Away / Within This Broken Heart of Mine (previously unissued pre-Comets recordings) (Arzee 4677)

1979
- Hail Hail Rock and Roll / Let the Good Times Roll Again (Sonet 2188)
- Everyone Can Rock and Roll / I Need the Music (Sonet 2194)

1980
- God Bless Rock and Roll / So Right Tonight (Sonet 2202)

### Albums
- 1956 : Rock 'n' Roll Stage Show (Decca 8345)
- 1957 : Rockin' the Oldies (Decca 8569)
- 1958 : Rockin' Around the World (Decca 8692)
- 1959 : Bill Haley's Chicks (Decca 8821)
- 1959 : Strictly Instrumental (Decca 8964)
- 1960 : Bill Haley and His Comets (Warner Bros. 1378)
- 1960 : Haley's Juke Box (Warner Bros. 1391)
- 1961 : Twist (Dimsa 8255)
- 1961 : Bikini Twist (Dimsa 8259)
- 1962 : Twist Vol. 2 (Dimsa 8275)
- 1962 : Twist en Mexico (Dimsa 8290)
- 1963 : Rock Around the Clock King (Guest Star 1454)
- 1963 : Madison (Orfeon 12339)
- 1963 : Carnaval de Ritmos Modernos (Orfeon 12340)
- 1964 : Surf Surf Surf (Orfeon 12354)
- 1966 : Whiskey a Go-Go (Orfeon 12478)
- 1966 : Bill Haley a Go-Go (Dimsa 8381)
- 1968 : Biggest Hits (Sonet 9945)
- 1971 : Rock Around the Country (Sonet 623); sorti en Amérique du Nord par GNP-Crescendo (LP 2097) et sous le titre de Travelin' Band sur Janus (JLS 3035)
- 1973 : Just Rock 'n' Roll Music (Sonet 645); sorti en Amérique du Nord par GNP-Crescendo (LP 2077)
- 1979 : Everyone Can Rock and Roll (Sonet 808)

### Compilations
- 1954 : Rock with Bill Haley and the Comets (Essex 102)
- 1955 : Shake, Rattle and Roll (Decca DL5560)
- 1955 : Rock Around the Clock (Decca DL8225)
- 1958 : Rockin' the Joint (Decca DL8775)
- 1963 : Bill Haley & His Comets (Vocalion 3696; 1963)
- 1968 : Biggest Hits (ré-enregistrements et inédits) (Sonet 9945); titré Rock Around the Clock au Royaume-Uni (Hallmark SHM 668) et Rockin'  aux Etats-Unis (Pickwick SPC 3256)
- 1975 : Golden Favorites (compilation comportant des inédits) (MCA Coral 7845P)
- 1976 : R-O-C-K (ré-enregistrements) (Sonet 710)
- 1978 : Golden Country Origins (enregistrements inédits datant d'avant les Comets) (Grassroots Records)

### Albums live (concerts)

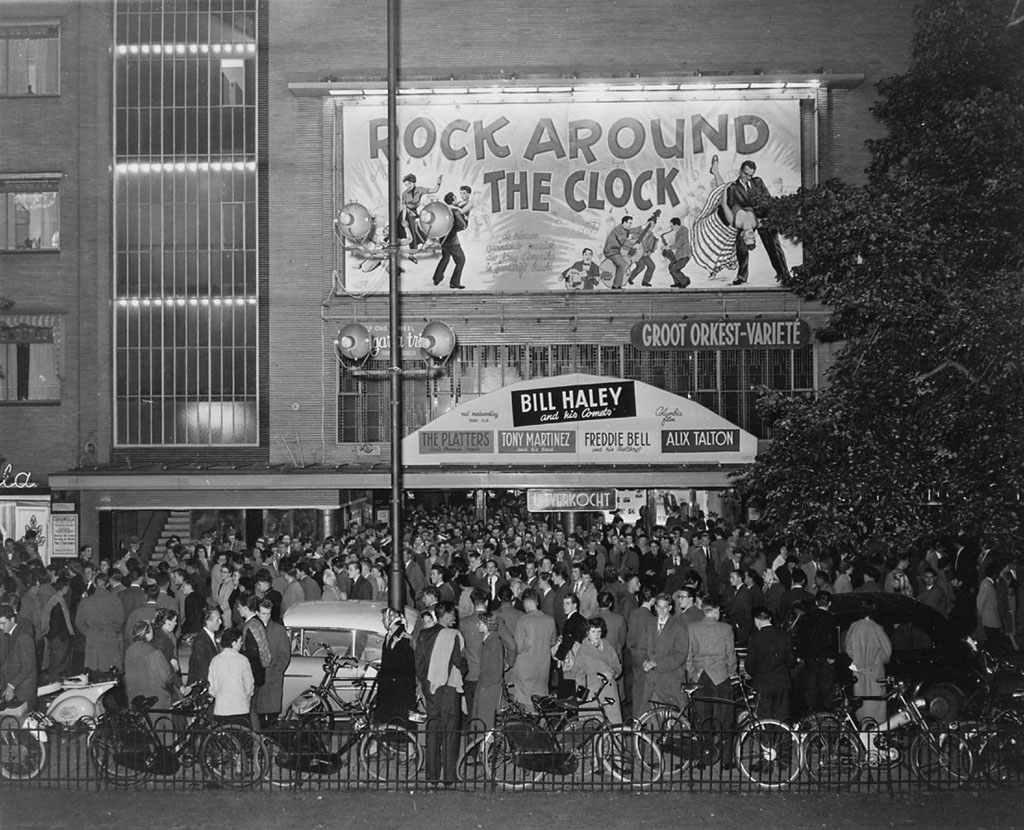
La foule à la sortie de la projection du film Rock Around the Clock au City Theatre à Amsterdam, le 1 septembre 1956.

- 1962 : Twistin' Knights at the Roundtable (live) (Roulette SR-25174) - Enregistré entre le 23 et 25 mars 1962 au New York Roundtable Nightclub
- 1968 : On Stage Vol. 1 (live) (Sonet SLP63)
- 1968 : On Stage Vol. 2 (live) (Sonet SLP69)
- 1970 : Bill Haley Scrapbook (live) (Kama Sutra/Buddah 2014)
- 1974 : Live in London '74 (live) (Antic 51501)

## Comme acteur
Bill Haley joue son propre rôle dans quelques comédies musicales :
- 1954 : Round Up of Rhythm de Will Cowan
- 1956 : Rock Around the Clock de Fred F. Sears
- 1956 : Don't Knock the Rock de Fred F. Sears